# 부정 (언어학)
언어학에서 부정(négation, 라틴어 negare, 부정하다에서 유래)은 이전에 어떠한 명제가 표현되었건 아니건 그 명제를 틀렸다고 지정하는 것으로 이루어지는 작업을 의미한다. 부정은 긍정의 반대이다.
언어학에서의 부정은 논리학에서의 부정의 여타 개념들과 필연적으로 연결되어 있으나, 상응하는 언어들의 많은 사실들은 엄격히 통사론적이거나 단일언어적이지 않은 틀에서 연구되는 구체적인 해석이라는 문제를 안고 있다. 부정에 대한 언어학자들의 관점은 상이하며 논쟁이 되기도 하고 때로는 상충한다.

## 부정의 본성

### 정의
여러 유사한 추상적인 단어들처럼 부정이라는 단어는 동음이의적이나 다의적이라기보다는 오히려 같은 개념이 여러 관점에 대응한다는 점에서 여러 의미를 지닌다.
- le noyau conceptuel fondamental de nier (qui possède lui-même une sémantique multiple, comme on le verra) “부정하다”라는 본질적인 개념의 핵심.
- l’ensemble des mécanismes linguistiques qui servent à nier ; 부정하는 데 쓰이는 언어 메커니즘들의 총체
- l’opération morphosyntaxique dans laquelle un item lexical nie ou inverse la signification d’un autre item lexical ou d’une construction (on emploie le verbe négativer, ou parfois négatiser pour exprimer cette transformation) ;
- la caractéristique, d’un point de vue formel ou sémantique, d’un énoncé ou d’un constituant négatif ;
- l’énoncé négativé, par rapport à l’énoncé de référence (donc le résultat de l'opération de négation).  참조의 발화에 따른 부정적 발화